# Synallaxis spixi
Synallaxis spixi е вид птица от семейство Furnariidae.

## Разпространение
Видът е разпространен в Аржентина, Бразилия, Парагвай и Уругвай.